# Association of Firearm and Tool Mark Examiners
A Association of Firearm and Tool Mark Examiners (AFTE) é uma organização internacional sem fins lucrativos criada em 1969, dedicada ao avanço da identificação de características de armas de fogo e rastros de sua utilização, que é uma das ciências forenses.

## Estrutura
A AFTE é governada por um conselho de administração com base no estatuto social e um código de ética. As eleições para os membros do conselho são realizadas anualmente em conjunto com um seminário de treinamento. Os principais objetivos dos membros da Associação incluem:
- A troca de informações e desenvolvimentos
- Padronização de teoria, prática e técnicas
- Divulgação de informações em seminários anuais de treinamento por meio de apresentações envolvendo a teoria e prática do exame de marcas de armas de fogo e ferramentas e seus assuntos relacionados
- Publicação de um jornal cobrindo os últimos desenvolvimentos no exame de armas de fogo e marcas de ferramentas.